# Bralići
Bralići (en italien : Bralici) est une localité de Croatie située en Istrie, dans la municipalité de Vrsar, dans le comitat d'Istrie. En 2001, la localité comptait 18 habitants.

## Démographie
| 1948 | 1953 | 1961 | 1971 | 1981 | 1991 | 2001 |
| ---- | ---- | ---- | ---- | ---- | ---- | ---- |
| 30   | 32   | 29   | 27   | 20   | 18   | 18   |